# Forte movimento
Forte movimento (titolo originale: Strong motion) è il secondo romanzo di Jonathan Franzen, pubblicato nel 1992 ed ambientato nel 1987. È un romanzo che, abbracciando le tecniche del postmodernismo, si avvicina al realismo isterico, diventando un'“ecocritica” al modello di vita della società contemporanea, soprattutto di quella statunitense. Attraverso lunghe descrizioni, interrotte da elementi di quotidianità, come le pubblicità della “concessionaria Honda di Schaumburg”, i brani famosi dei Clash e le partite dei Red Sox, Franzen descrive gli avvenimenti catastrofici che vedono coinvolta un'industria chimica, la Sweeting-Aldren Industries, e Boston, nonché i personaggi del libro.

## Trama
Le vicende dell'opera sono ambientate in un'area tra le più benestanti e potenti del Nord degli Stati Uniti d'America, ossia tra Boston e Chicago; dove, sullo sfondo di movimenti sociali anti-abortisti, catastrofi ecologiche dovute alla sismicità indotta da un'industria chimica e complicate relazioni tra i capi industriali e le loro famiglie, si svolge una morbosa storia d'amore: tra una sismologa trentenne di Harvard, Renée Seitchek, e un ragazzo ventitreenne in cerca di lavoro, Louis Holland.
Renée e Louis si vedono per la prima volta dopo un terremoto che, inizialmente, sembra essere la causa della morte di Rita Damiano Kernaghan, l'ultima moglie del nonno materno di Louis, ma che poi si rivelerà un omicidio da parte di uno dei dirigenti della Sweeting-Aldren. Renée sta indagando con altri sismologi di Harvard sulla singolarità con la quale i terremoti dei dintorni di Boston si susseguono nel tempo, che, in effetti, non sembrano essere caratterizzati da alcun elemento di ciclicità che solitamente contraddistingue i fenomeni naturali; nel frattempo Louis sta facendo una passeggiata sulla spiaggia per sfuggire alle nefandezze della madre, Melanie, che non sembra provare nessuna pietà per la morte della “povera” Rita, ma vuole soltanto appropriarsi dell'ingente patrimonio lasciatole in eredità. Inizialmente, Renée e Louis non provano alcun interesse reciproco, ma dopo essere stati ad una festa della sorella di Louis finiscono a letto insieme. Inizia così la loro travagliata storia d'amore.
Dopo lunghe ricerche, Renée scopre la “Teoria sulla genesi del petrolio subcrostale” di Anna Krasner, impiegata nel 1969 presso la Sweeting-Aldren. La teoria fa sorgere a Renée seri dubbi sull'origine della sismicità nei dintorni di Boston e su possibili connessioni con la Sweeting-Aldren. Scopre che in passato è stato scavato un pozzo nei pressi dell'industria chimica; ma, dopo alcuni sopralluoghi e avvertimenti da parte di alcuni scagnozzi della Sweeting, Renée viene colpita da alcuni colpi di pistola davanti all'ingresso di casa. Finisce all'ospedale e tutte le prove che aveva raccolto vengono rubate. Louis, che nel frattempo è a Chicago dal padre, Bob, si fa raccontare da quest'ultimo la storia del nonno e delle sue implicazioni negli affari della Sweeting-Aldren. A questo punto, l'autore rivela, passando dalla bocca di Bob e dalla narrazione in prima persona al racconto in terza persona, le vicende della Sweeting e il suo tentativo di scavare un pozzo esplorativo, sulla base della teoria della Krasner, profondo più di 6 km con l'intento di scoprire giacimenti di petrolio. Successivamente, sia per la mancanza di fondi che per l'accresciuta consapevolezza dell'assurdità di cercare il petrolio a quelle profondità ma soprattutto per le pressioni dei movimenti ambientalisti, i dirigenti della Sweeting-Aldren decidono di trasformare il pozzo in una discarica di rifiuti tossici che gli permetterà di reprimere i costi di smaltimento dei rifiuti. Ma, il pompaggio di oltre quattro milioni di litri di sostanze tossiche all'anno arriva ad un punto critico, in cui con la crescente pressione sulla roccia circostante riesce a provocare fenomeni di sismicità indotta.
Prima che Renée e Louis riescano ad incriminare i colpevoli, un ultimo grave terremoto colpisce Boston: gran parte della città viene distrutta, ci sono decine di morti e centinaia di feriti, lo stabilimento principale della Sweeting-Aldren subisce gravi danni e fuoriuscite di sostanze tossiche mentre i dirigenti dell'industria si rifugiano su un'isola dei Caraibi, da dove non potranno mai venir consegnati alle autorità statunitensi e saldare il debito con la società.

## Edizioni italiane
- Jonathan Franzen, Forte movimento, collana Supercoralli, traduzione di Silvia Pareschi, Torino, Einaudi, 2004, ISBN 88-06-16097-4.
- Jonathan Franzen, Forte movimento, collana ET Scrittori, traduzione di Silvia Pareschi, Torino, Einaudi, 2005, ISBN 978-88-061-7924-3.